# باتريك أونيل (لاعب كرة قدم)
باتريك أونيل (بالإنجليزية: Patrick O'Neil)‏ هو لاعب كرة قدم بريطاني في مركز حراسة المرمى، ولد في 31 مارس 1992 في غلاسكو في المملكة المتحدة. لعب مع نادي بريتشين سيتي.

## وصلات خارجية
- باتريك أونيل على موقع قاعدة بيانات كرة القدم.إي يو (الإنجليزية)
- باتريك أونيل على موقع Soccerbase.com (لاعب) (الإنجليزية)